# Norraca margarethae
Norraca margarethae är en fjärilsart som beskrevs av Sergius G. Kiriakoff 1959. Norraca margarethae ingår i släktet Norraca och familjen tandspinnare. Inga underarter finns listade i Catalogue of Life.